# Marcus Smart
Marcus Smart (nascut el 6 de març de 1994 en Flower Mound, Texas) és un jugador professional de bàsquet estatunidenc que actualment pertany a la plantilla dels Memphis Grizzlies de l'NBA. També va jugar bàsquet universitari per als Cowboys de la Universitat Estatal d'Oklahoma. Va ser triat pels Boston Celtics en la sisena posició del Draft de l'NBA de 2014.

## Trajectòria esportiva

### Primers anys
Smart és el fill de la Camellia Smart i el Billy Frank Smart. Té tres germans majors, Todd Westbrook (mort), Jeff Westbrook, i Michael Smart. Va assistir a l'institut "Edward S. Marcus High School" a Flower Mound, Texas, juntament amb un dels seus companys d'equip d'OSU, Phillip Forte. Smart durant el seu últim any, va fer de mitjana 15,1 punts, 9,2 rebots i 5 assistències per partit. En la seua carrera en l'institut, va arribar un rècord de 115-6 a través de 3 temporades i va ser 2 vegades campió estatal 5A. També va ser nomenat a un primer equip ESPNHS All-American i va ser McDonalds All-American. Macus va jugar al futbol competitiu fins al sisè grau i li agrada jugar al tennis en el seu temps lliure.

### Universitat
Durant el seu primer any en la universitat d'Oklahoma State, Smart va liderar als Cowboys a un rècord de 24-8 i a acabar 3r. en la Big 12 darrere de Kansas i Kansas State. Smart va fer de mitjana 15,4 punts, 5,8 rebots, 4,2 assistències per partit i va liderar la Big 12 en furtades on va assolir 99 furtades de baló i un terme mitjà de 3,0 robatoris per partit. Smart i els Cowboys van guanyar un viatge a l'esquadra de la NCAA a l'alçar-se amb el lloc núm.5 en la Regió del Mitjà Oest eixe any. Durant la primera ronda del torneig, no obstant això, els Cowboys van ser eliminats pel lloc núm.12 d'Oregon Ducks. El 17 d'abril de 2013, Smart va celebrar una conferència de premsa en l'associació d'estudiantes de l'OSU i va anunciar que no anava a situar-se per al draft de l'NBA i en el seu lloc, va tornar a OSU per a la seua segona temporada. Durant eixa mateixa conferència de premsa, Li'Bryan Nash i Markel Brown també van anunciar que tornarien a OSU per a la temporada 2013-14. El 19 de novembre 2013 Smart va empatar un registre de puntuació d'OSU en un partit amb 39 punts al liderar al lloc núm.7 Oklahoma State Cowboys passat núm.11 Memphis Tigers.
Va ser considerat un dels millors jugadors promesa per al Draft de l'NBA de 2013, encara que el 16 d'abril es va informar per la revista Sports Illustrated que havia decidit romandre en l'estat d'Oklahoma i tornar a la seua segona temporada en 2013-14.
El 8 de febrer de 2014, en un partit contra els Texas Tech, Smart va espentar un fanàtic en les graderies després d'un altercat verbal en els últims minuts del partit, i va rebre una falta tècnica que li segueix. S'havia informat anteriorment que Smart va dir als seus entrenadors que el fanàtic li havia proferit insults de caràcter etnicista després Smart es va estavellar en les graderies. En conferència de premsa la vesprada de l'endemà, ni Smart ni entrenador Travis Ford van abordar la qüestió del que va dir el fanàtic i OSU van anunciar que Smart seria suspès per 3 partits a causa de l'incident. Per altra part, Texas Tech va anunciar la seua troballa que el fanàtic no l'havia insultat, però que havia parlat de manera inadequada a Smart, i que el fanàtic seria suspès per no assistir a cap partit més de Texas Tech durant la temporada 2013-2014. El 13 de febrer, va ser nomenat un dels 30 finalistes de Naismith Jugador de l'Any Aniversari. En el primer partit del torneig 2014 NCAA, els Cowboys van perdre davant Gonzaga. Va acabar amb 23 punts, 13 rebots, 7 assistències i 6 furtades de baló, convertint-se en el primer jugador en la història del torneig a registrar 20 punts, 10 rebots, 5 assistències i 5 furtades de baló.
El 7 d'abril de 2014, Smart declarà la seua eligibilitat per al Draft de l'NBA de 2014, renunciant a les seues dues temporades restants universitàries.

### NBA
El 26 de juny de 2014, va ser seleccionat en la sisena posició del Draft de l'NBA de 2014 pels Boston Celtics. El 10 de juliol de 2014, va firmar amb els Celtics.